# Гельмут Карл Бернхард фон Мольтке
Ге́льмут Карл Бе́рнхард фон Мо́льтке, Мо́льтке Ста́рший (нім. Helmuth Karl Bernhard von Moltke; 26 жовтня 1800, Пархім, Священна Римська імперія — 24 квітня 1891, Берлін, Німецька імперія) — німецький державний і військовий діяч, військовий теоретик, прусський і російський генерал-фельдмаршал, багаторічний начальник Генерального штабу Королівства Пруссія. Разом із Отто фон Бісмарком і Альбрехтом фон Рооном вважається одним із засновників Німецької імперії. Дядько начальника Генерального Штабу Німецької імперії генерал-полковника Гельмута фон Мольтке.

## Біографія

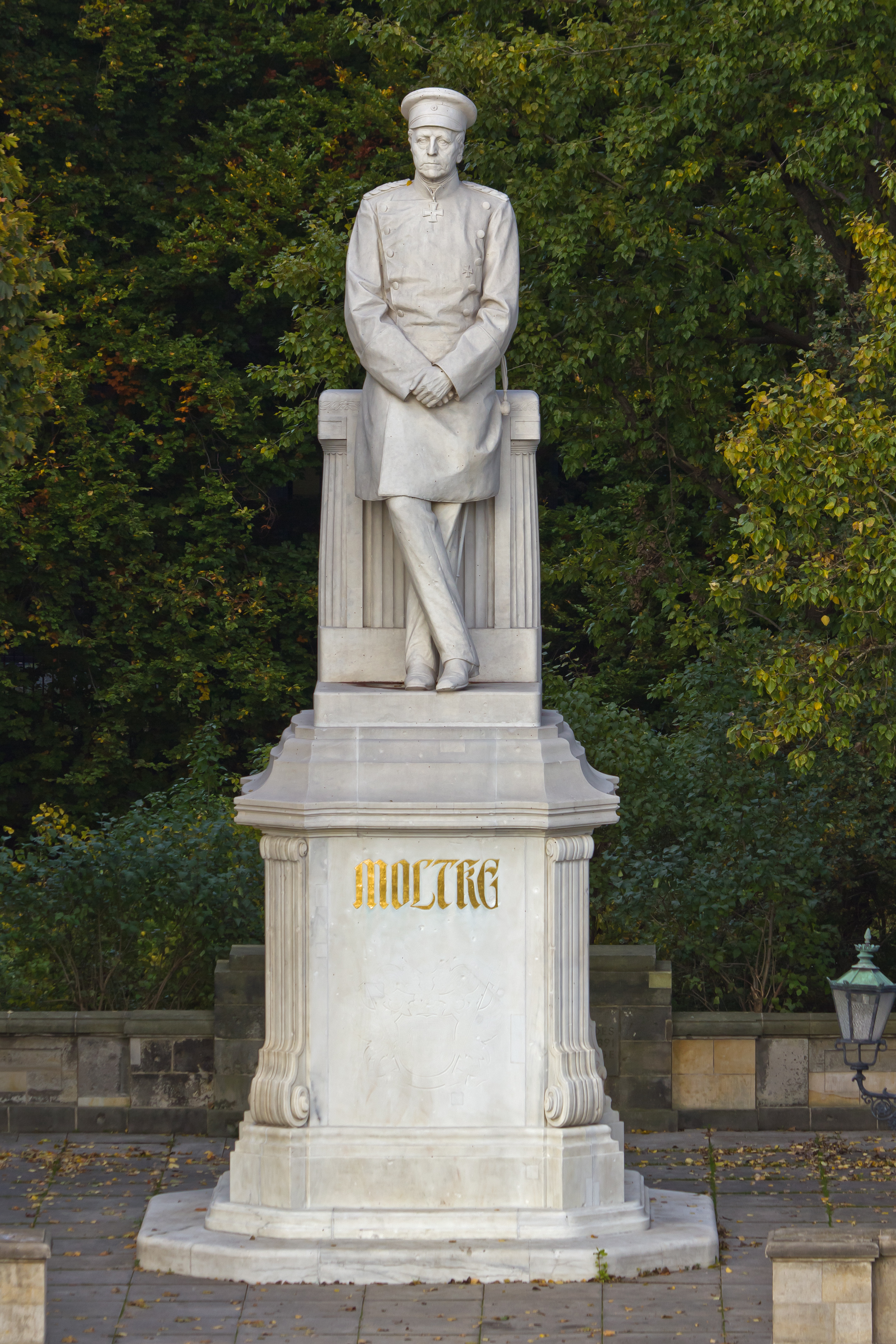
Пам'ятник Мольтке в парку Великий Тіргартен (Берлін)

Народився в Мекленбурзі в Пархімі, закінчив кадетський корпус в Копенгагені, був офіцером данської армії.
У 1822 році перейшов на прусську службу. У 1826 році закінчив Берлінську військову академію, в 1828 році зарахований до прусського Генеральному штабу. У 1833 році — переведений в Генеральний штаб, працював в його топографічному бюро.

### Османська кампанія
Мольтке вже бував на півдні Німеччини та північної Італії, а в 1835 році, після отримання рангу капітана, мав шестимісячний від'їзд у південно-східну Європу. Після короткого перебування в Константинополі султан Махмуд II попросив його модернізувати армію Османської імперії. Отримавши дозвіл у Берліні, він прийняв пропозицію. Він провів два роки в Константинополі, навчав турецьку армію. Він мав багато подорожей по обидві сторони Босфору, також відвідував Валахію, Болгарію та Румелію.
У 1838 році Мольтке був направлений як радник генерал-полковника Османської імперії в Анатолію, який повинен був вести похід проти Мухаммеда Алі. За ці роки Мольтке здійснив великі розвідки земель Османської імперії, об'їздив кілька тисяч кілометрів під час подорожі (Таврські гори, пустелі Месопотамії), також плавав по Євфрату, він створив багато карт цих країв. У 1838 році взяв участь у кампанії проти курдів.
У 1839 році війська вирушили на південь, щоб боротися з єгиптянами, але перед прибуттям ворога генерал відмовився слухати пораду Мольтке. Консультант пішов у відставку з посади офіцера і взяв на себе командування артилерією. У битві під Незібом (сучасний Нісібіс) 24 червня 1839 року османська армія була розгромлена, але команда Мольтке була останньою, яка відступила з поля битви. Мольтке повернувся до Константинополя. Султан Махмуд II помер, тому Мольтке повернувся до Берліну у грудні 1839 року.
Після повернення додому Мольтке опублікував Листи про умови і події в Туреччині в період з 1835 до 1839. Книга була добре сприйнята. Одна з його сестер вийшла заміж за англійського вдівця Яна Хайлігера Берта, який оселився в Гольштейні. У 1841 році Мольтке одружився з молодою шістнадцятирічною донькою Яна Берта від колишнього шлюбу Марією Бурт (Мольтке був майором у день весілля). Це були щасливі стосунки, хоча у них не було дітей. Листи до дружини є одним із найцінніших джерел для його біографії.

### Служба в Німеччині
У 1855 році повернувся до Пруссії, став першим ад'ютантом кронпринца Фрідріха-Вільгельма, у 1858 році призначений начальником прусського (з 1871 — німецького) Генерального штабу.
У 1864 році брав участь у Другій війні за Шлезвіг, наслідком якої стала поразка Данії і відторгнення від неї провінцій Шлезвіг-Гольштейн, що пізніше увійшли до складу Пруссії.
У 1866 році спільно з генералом Альбрехтом фон Рооном розробив план кампанії блискавичної війни проти Австрії. Завдяки цьому плану прусська армія провела швидку мобілізацію, внаслідок чого австрійська армія зазнала ряд поразок у Богемії та Моравії.
У 1866-1870 роках займався розробкою плану війни з Францією. У 1870 році очолив штаб Вільгельма у війні з Францією: фактично Мольтке був командувачем військами німецьких держав, які воювали з Францією. Керував переможною для німців битвою при Седані, внаслідок якої в полон здався імператор Франції Наполеон ІІІ і 110 000 французьких солдатів. Восени-взимку 1870 року керував облогою Парижа. Брав участь у підготовці проголошення Німецької імперії в січні 1871 року й умов мирного договору з Францією.
27 грудня 1870 року російський уряд нагородив його орденом Св. Георгія II ступеня. Почесний член СПбАН з 03.12.1871. 8 квітня 1871 року одержав звання генерал-фельдмаршала Німецької імперії.
30 серпня 1872 призначений шефом 69-го піхотного Рязанського полку, залишаючись ним до своєї смерті. У тому ж році отримав звання генерал-фельдмаршала Російської імперії. З 1867 по 1891 рік був депутатом Рейхстагу від консерваторів.
Мольтке був прихильником строгої дисципліни, точності виконання всього, що становило програму виховання і освіти війська. Він засновував всю мирну підготовку на суворому розрахунку, передбачливості, що доходила до дрібниць, на усунення можливих випадковостей. Він запозичив зразки у великих полководців, але водночас він категорично висловлювався, що досвідом колишніх воєн можна користуватися лише остільки, оскільки вони відповідають умовам сучасності. Невпинно культивував серед підлеглих ідею, що перший бій є іспит усіх міркувань і розрахунків, і не витримати цей іспит — значить провалити всі ці міркування, а разом з тим і довести неспроможність вищого персоналу армії.
У прагненні досягти більшої готовності армії він спростив перехід армії з мирного на воєнний стан скороченням потрібного на це часу (територіальна система укомплектування). Саме акуратне постачання кожної військової частини всієї необхідної для воєнного часу матеріальної частини, найретельнішим чином розрахована військово-кінська і військово-підводна повинність і, нарешті, педантичний по годинах розрахунок всіх військових мобілізаційних робіт — ось чого домагався і домігся Мольтке. Але, якщо в зазначеному вище дещо і було зроблено до призначення його начальником генерального штабу, то в питанні про зосередження армії йому довелося створювати все знову. Розуміючи, що домогтися точності в перевезеннях мобілізованих військ можна тільки тоді, коли залізниці будуть в руках уряду, Мольтке домігся не тільки викупу всіх залізниць в казну, а й того, що в прокладанні нових ліній домінуючою умовою повинен бути задум війни; він не допускав прокладки ліній комерційного значення раніше доріг стратегічного значення. Досягнувши цього, він спрямував роботу генерального штабу до складання планів перевезень по корпусах, і домігся того, що згодом мав повне право сказати по оголошенні війни Франції: «я можу, нарешті, відпочити».
Написав кілька книг з військового мистецтва і військової історії, найбільш значущі з яких «Військові повчання» і «Історія франко-німецької війни 1870—1871 рр.».
Поряд із К. Клаузевіцом і А. Шліффеном є найбільшим військовим теоретиком XIX століття, основоположником німецької військової думки. Військові кампанії, проведені Гельмутом Мольтке, були покладені в основу «Плану Шліффена».

### Пам'ять
У 1935 р. Міжнародний астрономічний союз присвоїв ім'я Мольтке кратеру на видимій стороні Місяця.

## Нагороди

### Нагороди німецьких держав
- Орден Альберта Ведмедя, великий хрест (Ангальтське герцогство)
- Орден Вірності (Баден)
- Орден Військових заслуг Карла Фрідріха, великий хрест (Велике герцогство Баденське)
- Військовий орден Максиміліана Йозефа, великий хрест (Баварське королівство)
- Орден Генріха Лева, великий хрест з мечами (Брауншвейг-Люнебурзьке герцогство)
- Орден Людвіга, великий хрест (Велике герцогство Гессенське)
- Хрест «За військові заслуги» (Гессен)
- Медаль «За військові заслуги» (Ліппе) з мечами
- Орден Вендської корони, великий хрест із золотою короною і мечами (Мекленбург-Шверінське герцогство)
- Хрест «За військові заслуги» (Мекленбург-Шверін) 1-го класу
- Хрест «За заслуги у війні» (Велике герцогство Мекленбург-Стреліцьке)
- Орден Заслуг дому Герцога Петра-Фрідріха-Людвіга, почесний великий хрест з мечами (Велике герцогство Ольденбурзьке)
- Орден Рутової корони (Саксонське королівство)
- Військовий орден Святого Генріха, великий хрест (Королівство Саксонія)
- Орден «За військові заслуги» (Вюртемберг), великий хрест
- Орден Вюртемберзької корони, великий хрест
- Орден Білого Сокола, великий хрест з мечами (Велике герцогство Саксен-Веймар-Айзенаське)
- Орден дому Саксен-Ернестіне, великий хрест

#### Нагороди Пруссії
- Орден Чорного орла з ланцюгом і діамантами (1866)
- Орден Червоного орла, великий хрест з дубовим листям і мечами
- Орден Корони (Пруссія) 1-го класу з дубовим листям і мечами на стрічці ордена Червоного орла
- Королівський орден дому Гогенцоллернів, великий командорський хрест із зіркою, мечами та діамантами
- Pour le Mérite, великий хрест з дубовим листям, короною та діамантами
- Pour le Mérite за науку і мистецтво — Мольтке був одним із чотирьох людей, нагороджених цивільним і військовим варіантами ордена.
- Залізний хрест 2-го і 1-го класу
- Великий хрест Залізного хреста (22 березня 1871)
- Орден Святого Йоанна (Бранденбург), почесний командор
- Хрест «За вислугу років» (Пруссія)
- Рятувальна медаль

### Іноземні нагороди
- Орден Леопольда I, великий хрест (Бельгія)
- Орден Почесного легіону, великий хрест (Франція)
- Орден Вежі й Меча, великий хрест з ланцюгом (Португалія)
- Орден Серафимів (Швеція)
- Орден Білого слона, великий хрест (Таїланд)

#### Нагороди Італії
- Вищий орден Святого Благовіщення
- Савойський військовий орден, великий хрест
- Орден Корони Італії, великий хрест

#### Нагороди Австро-Угорщини
- Королівський угорський орден Святого Стефана, великий хрест
- Орден Леопольда (Австрія), великий хрест

#### Нагороди Російської імперії
- Орден Андрія Первозванного
- Орден Святого Олександра Невського з діамантами
- Орден Білого Орла
- Орден Святої Анни 1-го ступеня
- Орден Святого Георгія 2-го ступеня

#### Нагороди Османської імперії
- Орден Пошани з діамантами
- Орден Меджида 1-го класу
- Почесна шабля